# Homa Bay
Homa Bay è un centro abitato del Kenya, capoluogo dell'omonima contea.